# Saint-Jean-de-Monts
Saint-Jean-de-Monts is een gemeente in het Franse departement Vendée, gelegen in het Pays de la Loire aan de Atlantische kust. Saint-Jean-de-Monts telde op 1 januari 2022 8.809 inwoners. De plaats maakt deel uit van het arrondissement Les Sables-d'Olonne.
In 1867 werd Saint-Jean-de-Monts ontdekt als badplaats. De plaats staat bekend om de lange stranden en de uitgestrekte bossen. Toerisme is een belangrijke bron van inkomsten voor de gemeente.

## Geschiedenis
De Saint-Jeankerk werd gebouwd in de veertiende eeuw. Na de vernielingen tijdens de Franse Revolutie bleef enkel de toren van de oude kerk bewaard. In de eerste helft van de negentiende eeuw werden wegen aangelegd om het geïsoleerde dorp te ontsluiten. Er werden ook bossen aangeplant om de duinen vast te leggen. Saint-Jean-de-Monts was een landbouwdorp waar vooral graan en bonen werden verbouwd op gronden die op het moeras waren gewonnen.
In 1867 werd er een weg aangelegd tussen het dorp in het binnenland en de kust. Aan het strand werden een hotel en een twintigtal villa's gebouwd. Toch bleef de landbouw tot in de twintigste eeuw de belangrijkste economische activiteit. Tijdens het interbellum werden nieuwe hotels gebouwd en er kwamen een vakantiekolonie en een camping. In 1923 werd er een buurtspoorweg aangelegd die de gemeente verbond met Beauvoir-sur-Mer en Croix-de-Vie (Saint-Gilles-Croix-de-Vie). Het treinstation werd alwaar gesloten in 1949. De auto en het massatoerisme maakten opgang.

## Geografie
De oppervlakte van Saint-Jean-de-Monts bedroeg op 1 januari 2022 61,72 vierkante kilometer; de bevolkingsdichtheid was toen 142,7 inwoners per km². Het Île de Monts was moerassig gebied langs de kust dat zich naar het noorden uitstrekte tot Beauvoir-sur-Mer.
De onderstaande kaart toont de ligging vanSaint-Jean-de-Monts met de belangrijkste infrastructuur en aangrenzende gemeenten.

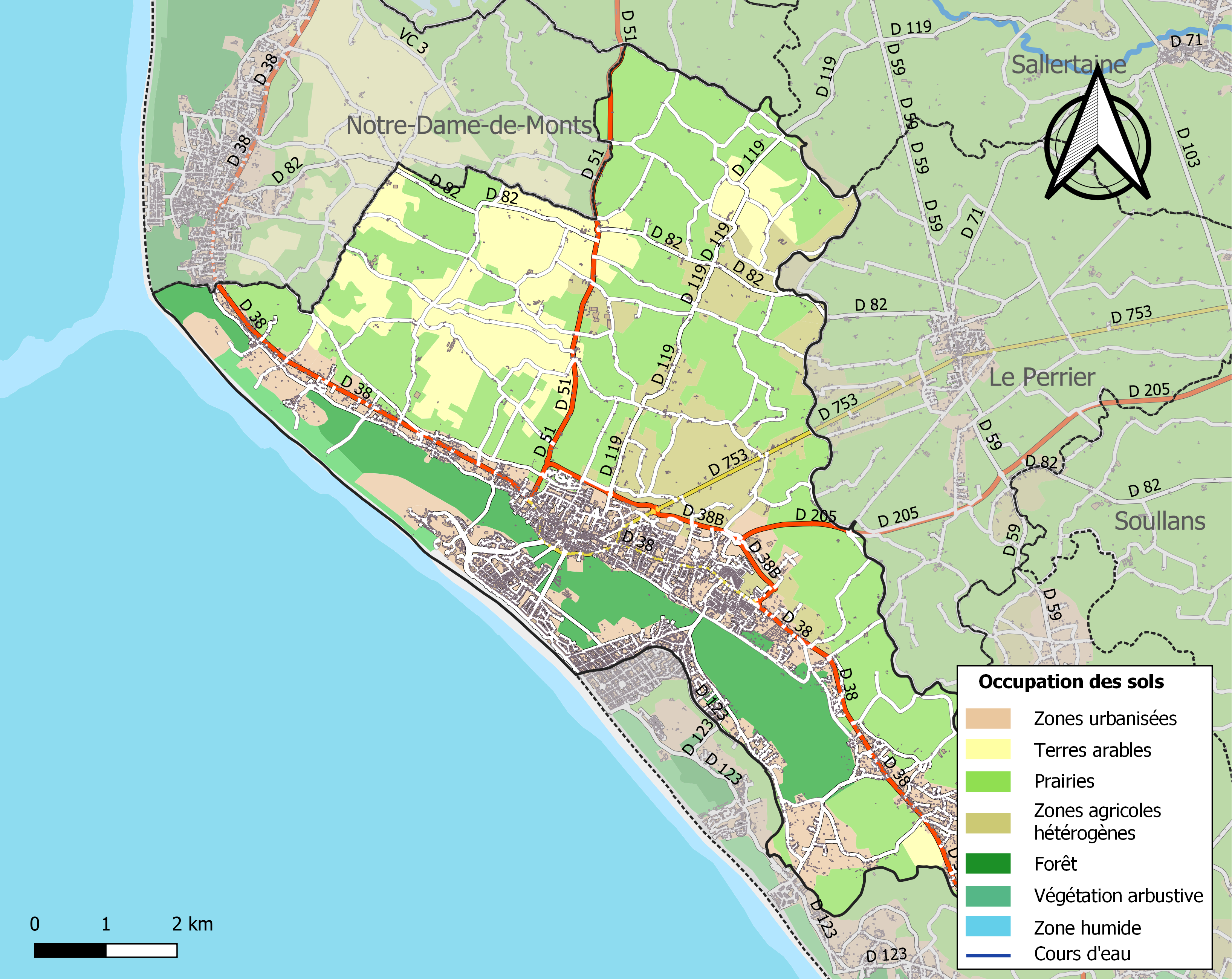

## Demografie
In 1900 telde de gemeente ongeveer 4.500 inwoners. Onderstaande figuur toont het verloop van het inwoneraantal van Saint-Jean-de-Monts vanaf 1962.

## Sport
Saint-Jean-de-Monts was in de jaren 1972, 1975 en 1976 onder de naam Merlin-Plage etappeplaats in de wielerkoers Ronde van Frankrijk. In 1976 vond er de Grand Départ plaats. Ritwinnaars in Merlin-Plage zijn onder meer Eddy Merckx en Freddy Maertens.
Het Europees kampioenschap zeilwagenrijden werd hier in 1977 en in 1986 georganiseerd.